# Векман, Вернер
Йохан Вернер Векман (фин. Johan Verner Weckman; 26 июля 1882, Ловийса, Нюландская губерния, Российская империя — 22 февраля 1968, Хельсинки) — финский греко-римский борец, чемпион летних Олимпийских игр 1908.
На Играх 1908 в Лондоне Векман соревновался в весовой категории до 93,0 кг. Он выиграл все свои четыре встречи и стал чемпионом, получив золотую медаль.
Кроме того, Векман участвовал в неофициальных Олимпийских играх 1906 в Афинах. Он стал чемпионом в весе до 85 кг и выиграл серебряную награду в открытом классе, однако эти медали не признаются Международным олимпийским комитетом, так как Игры прошли без его согласия.
С 1921 года Векман работал на кабельном заводе «Каапелитехдас». Он проработал на нём 35 лет — сначала в должности технического директора, а позже в должности исполнительного директора. В 1953 году ему было присвоено почётное звание горного советника.
В 1937 году Вернер Векман становится президентом Президентом Finnish Cable Works (FCW, в дальнейшем — Nokia). Работавший в 1909-21 гг. горным инженером на российских предприятиях, он хорошо знал русский язык. Знание советской хозяйственной системы и сохранившиеся связи в советских промышленных кругах, помогли Вернеру организовать сбыт продукции Nokia Group в СССР ещё до начала Второй мировой войны, а затем продолжить торговые связи с Советским Союзом и в послевоенный период, что позволило концерну сохранить устойчивость и подготовить плацдарм для дальнейшего рыночного Nokia наступления 50-60-х годов (здесь и здесь Архивная копия от 9 февраля 2011 на Wayback Machine).